# Mittelalterlicher jüdischer Friedhof (Erfurt)

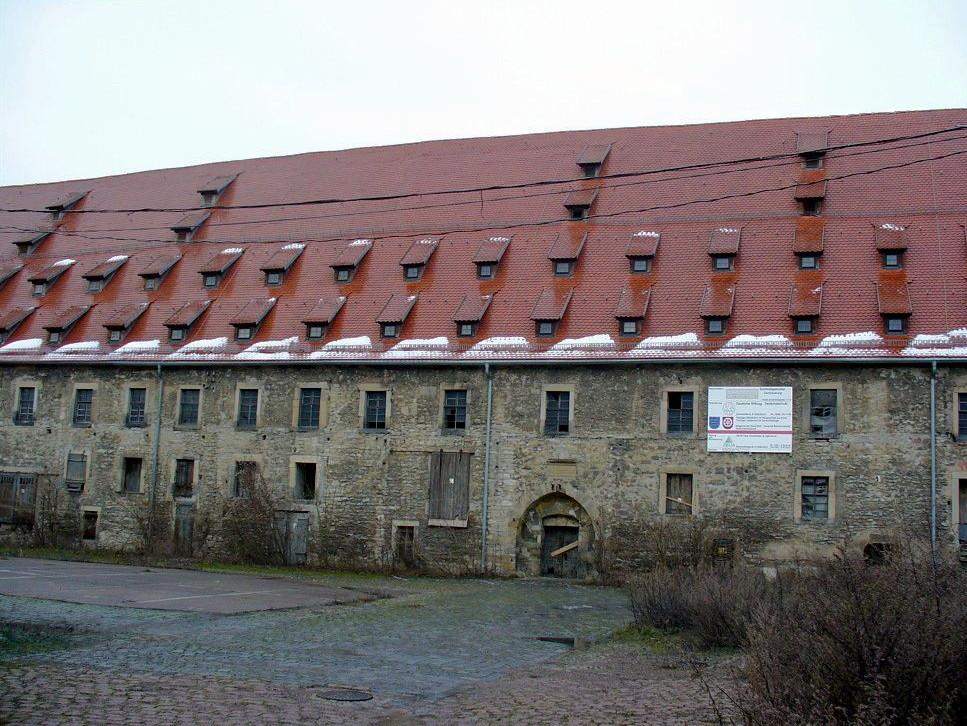
Standort des ehemaligen Friedhofs; Überbauung im 15. Jhdt. durch Kornhofspeicher

Der mittelalterliche jüdische Friedhof war ein Friedhof der jüdischen Gemeinde in der heutigen thüringischen Landeshauptstadt Erfurt.

## Lage
Zwischen der heutigen Andreasstraße und der Moritzstraße befand sich – außerhalb der Stadtmauer gelegen – der Friedhof der jüdischen Gemeinde in Erfurt. Der Glaube schrieb vor, dass er sich außerhalb des von Juden bewohnten Stadtgebietes befinden musste und deswegen ist seine Lage zwischen dem Andreastor und dem Moritztor bezeugt: An der heutigen Großen Ackerhofsgasse. Später wurde das Gelände vom Großen Ackerhof, einem Kornspeicher, überbaut, der bis heute existiert.

## Geschichte
Eine genaue Datierung der Gründung des jüdischen Friedhofs ist bislang nicht gelungen. Angenommen wird, dass er seit der Gründung der Gemeinde genutzt wurde und hier Bestattungen vollzogen wurden. Grabsteinfunde aus dem 13. Jahrhundert (1244) lassen auf eine Begründung des Friedhofs für die Zeit des Hochmittelalters schließen. Für diese Zeit sind nur wenige Grabsteine erhalten geblieben, so dass die Funde von 1244 und 1245 als sehr selten bezeichnet werden können. Nicht nur Erfurter Juden, sondern auch Juden aus kleinen Siedlungen der Umgebung wurden hier bestattet. Oftmals lassen die überlieferten Grabinschriften keine Rückschlüsse auf die soziale oder räumliche Herkunft der Bestatteten zu. Eine erste Zerstörung des Friedhofs fand 1349 statt. Im Jahr 1453 erzwang der Erfurter Rat die Abwanderung und Vertreibung der jüdischen Gemeinde aus der Stadt, auf dem mittelalterlichen Friedhof – der zwischenzeitlich eingeebnet wurde – entstand zunächst eine städtische Scheune und später ein Kornspeicher. Dabei wurden auch Grabsteine des jüdischen Friedhofs als Baumaterial verwendet und mit dem Bau wurde gegen die immer währende Liegezeit der Bestatteten verstoßen.

## Erhaltene Grabsteine
Noch heute sind ca. 110 Grabsteine dieses Friedhofs erhalten, von 92 Grabsteinen gibt es Fotografien, Abschriften oder Beschreibungen. In drei Ausstellungsorten in Erfurt werden die Grabsteine gezeigt: In der Alten Synagoge (im Hof), im Stadtmuseum und im Keller des Steinhauses am Benediktsplatz (neben der Tourist-Information). Das dortige Schaudepot kann im Rahmen von Führungen besichtigt werden. In einem Katalog sind alle bekannten Steine und deren Inschriften publiziert worden.